# Nacionalidad islandesa

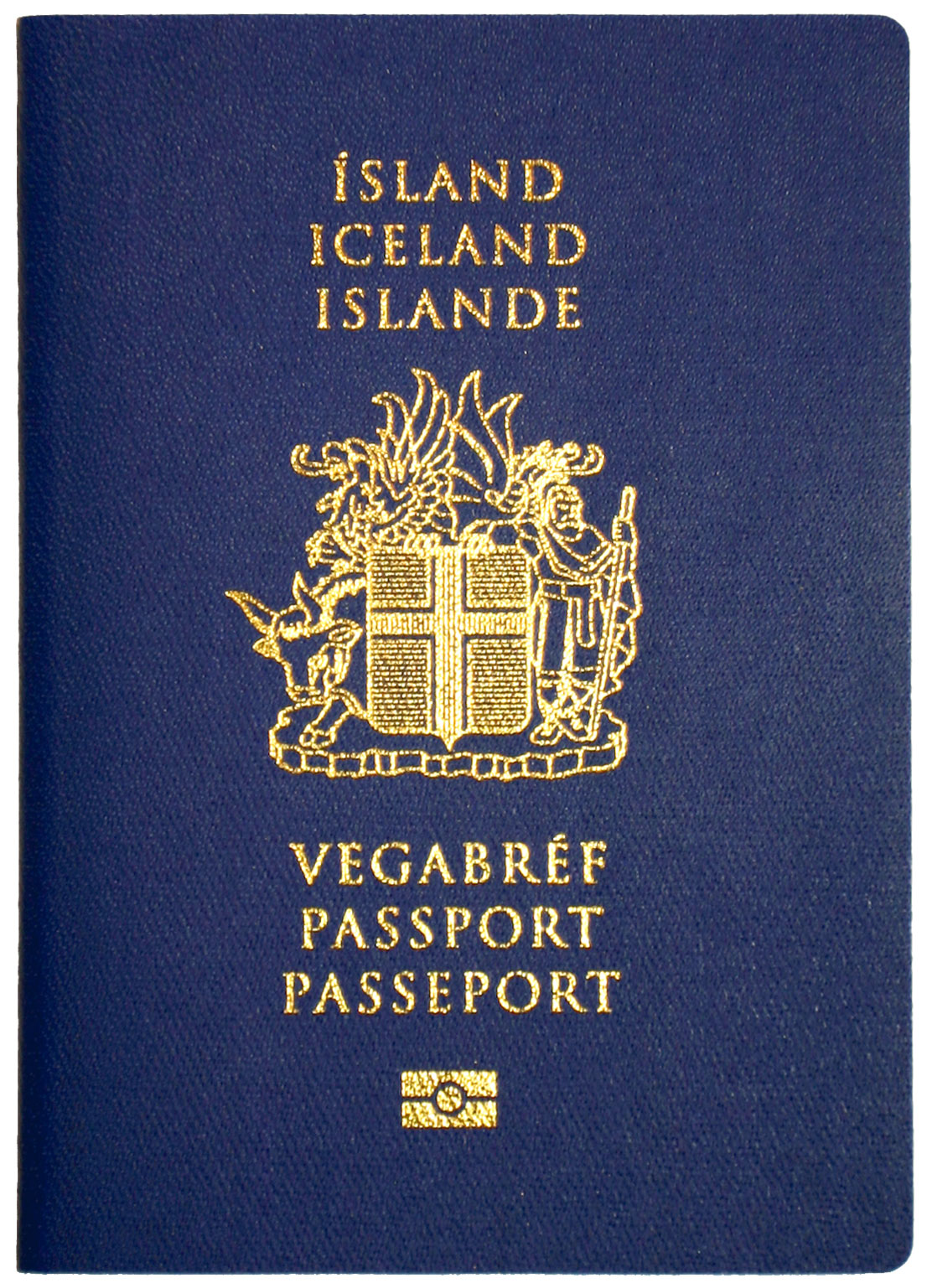
Pasaporte biométrico islandés

La nacionalidad o ciudadanía islandesa es el vínculo jurídico que liga a una persona física con Islandia y que le atribuye la condición de ciudadano. 
La ley de esta nacionalidad, la cual está basada en el concepto jurídico de ius sanguinis (derecho de sangre), cambió el 1 de julio de 2003 para eliminar las restricciones a la doble ciudadanía. Los exciudadanos islandeses que perdieron su ciudadanía antes de esta fecha, tuvieron hasta el 1 de julio de 2007 para reclamarla.

## Adquisición

### Por nacimiento en Islandia
El nacimiento en Islandia de padres extranjeros es en sí mismo insuficiente para conceder la nacionalidad.
Se supone que un niño expósito encontrado en Islandia es de nacionalidad islandesa hasta que se demuestre lo contrario.

### Por ascendencia
Una persona adquiere la nacionalidad islandesa al nacer si:
- Su madre es ciudadana islandesa;
- Su padre y su madre están casados y el padre es ciudadano islandés (esto no se aplicará si la pareja ha obtenido una separación judicial en el momento de la concepción del niño).[nota 1] Si sus padres se casan posteriormente, el niño adquirirá la ciudadanía islandesa en el momento del matrimonio. Sin embargo, es una condición que el niño en ese momento sea menor de 18 años y no esté casado; o
- Si al menos uno de sus padres reside legalmente en Islandia y anteriormente ha tenido la ciudadanía islandesa.[2]

Un niño nacido de madre extranjera y padre islandés (si estos no están casados entre sí), adquiere la nacionalidad islandesa si:
- Nació en Islandia y el padre lo reconoció como suyo en el sentido de la ley islandesa; o
- Nació fuera de Islandia y el padre hace una solicitud para que reciba la ciudadanía (antes de que el niño cumpla los 18 años).[nota 2]

Antes del 1 de julio de 1982, la adquisición de la ciudadanía islandesa por vía materna estaba restringida. Los nacidos de una madre islandesa y un padre extranjero entre el 1 de julio de 1964 y el 30 de junio de 1982, pueden solicitar la ciudadanía mediante declaración.

### Por adopción
Un niño extranjero adoptado por al menos un ciudadano islandés (con el permiso de las autoridades islandesas), normalmente adquiere la nacionalidad si es menor de 12 años. Cuando la adopción se lleva a cabo fuera de Islandia, se requiere una solicitud de ciudadanía al Ministerio del Interior.

### Por naturalización
Un individuo puede naturalizarse como ciudadano islandés si cumple ciertos requisitos, que incluyen:
- Ser capaz de demostrar su identidad.
- Ser capaz de trabajar y ser de buen carácter.[nota 3]
- Haber residido legalmente en Islandia durante al menos siete años.
- Aprobar un examen de idioma islandés.[nota 4]
- No se debe haber realizado ningún embargo infructuoso en la propiedad del solicitante durante los tres años anteriores, su patrimonio no debe haber sido aceptado para liquidación y no debe estar atrasado en el pago de los impuestos.
- Ser capaz de mantenerse en Islandia y no haber recibido ninguna subvención de apoyo de una autoridad local durante los últimos tres años.
- No haber sido —ni en Islandia ni en el extranjero— multado o encarcelado, ni estar involucrado en un caso pendiente en el sistema de justicia penal, en el que se sospecha o se le acusa de conducta criminal según la ley islandesa.[nota 5]

El período de residencia puede reducirse en los siguientes casos:
- Se reduce a cuatro años para los ciudadanos de otro país del Consejo Nórdico.
- Cuando una persona está casada con un ciudadano islandés, el requisito de residencia se reduce a tres años. El cónyuge islandés debe haber tenido la ciudadanía durante no menos de cinco años, y el matrimonio debe haber subsistido durante al menos cuatro años.
- Cuando una persona está en concubinato con un ciudadano islandés, el período de residencia es de al menos cinco años, y está sujeto a los mismos criterios que para los cónyuges.
- Se reduce a dos años para un hijo de un ciudadano islandés, siempre que el padre haya tenido la ciudadanía islandesa durante al menos cinco años.
- Se requiere un año de residencia para exciudadanos islandeses.
- El requisito de residencia para refugiados reconocidos es de cinco años. Lo mismo se aplica a las personas que hayan obtenido permisos de residencia en Islandia por razones humanitarias.
- Una persona apátrida nacida en Islandia, puede obtener la ciudadanía después de haber residido en el país durante al menos tres años desde su nacimiento.

Se pueden otorgar exenciones al requisito de residencia si el mismo se ha interrumpido por hasta un año debido a un empleo temporal o por circunstancias fuera del control del solicitante, por ejemplo, debido a la enfermedad de un pariente cercano, o por hasta tres años en relación con estudios en el extranjero.  Sin embargo, el período durante el cual el solicitante ha estado domiciliado y residente en Islandia, debe ser al menos tan largo como el tiempo requerido por las condiciones establecidas anteriormente.
Desde el 1 de julio de 2003, los solicitantes no están obligados por la ley islandesa a renunciar a su ciudadanía extranjera.

### Por declaración
En algunas circunstancias, las personas pueden adquirir la ciudadanía islandesa por declaración. Este es un proceso más simple que la naturalización. Los casos de personas elegibles para la nacionalidad por declaración son los siguientes:
- Una persona residente en Islandia desde los 11 años (13 años si es apátrida) que tiene entre 18 y 20 años.[nota 6][nota 7]
- Un exciudadano islandés que adquirió la ciudadanía islandesa al nacer y residió en Islandia hasta los 18 años, después de dos años de residencia en el país.[nota 6][nota 8]
- Un ciudadano de un país miembro del Consejo Nórdico que:

1. No ha adquirido la ciudadanía del otro país nórdico por naturalización;
2. Es mayor de 18 años;
3. Ha residido en Islandia durante los últimos siete años; y
4. Durante este período no ha sido condenado a prisión o puesto bajo custodia preventiva o comprometido en una institución de conformidad con las disposiciones del Código Penal General.

- Un exciudadano islandés que, desde la pérdida de su ciudadanía, ha sido ciudadano de otro Estado miembro del Consejo Nórdico. El solicitante debe estar domiciliado en Islandia.[nota 6]
- Una persona nacida entre el 1 de julio de 1964 y el 30 de junio de 1982, de madre islandesa y padre extranjero.[nota 9]

Las personas no elegibles para la ciudadanía islandesa por declaración, aun pueden ser elegibles para la naturalización.

### Por ley
Cada año, varias personas solicitan la ciudadanía islandesa a través del parlamento (Alþingi). Esto generalmente se hace cuando no califican para adquirir la ciudadanía de ninguna otra manera. Un ejemplo notable de este proceso fue el controvertido campeón de ajedrez Bobby Fischer.

## Pérdida de la ciudadanía
La ciudadanía islandesa solía perderse mediante la adquisición de otra ciudadanía, y en algunas circunstancias puede perderse como resultado de la residencia fuera de Islandia o por renuncia voluntaria.

### Por renuncia
Un ciudadano islandés residente en el exterior, que ha adquirido o desea adquirir una ciudadanía extranjera, puede solicitar la renuncia a la nacionalidad islandesa. Si reside en Islandia, no puede ser liberado de su ciudadanía islandesa, a menos que existan razones especiales para esto en opinión del ministro. No se puede negar la liberación de la ciudadanía a una persona que no sea islandesa de nacimiento y esté domiciliada en el extranjero.

### Por adquisición de otra ciudadanía
Un nacional islandés que se naturalizó en otro país antes del 1 de julio de 2003, generalmente perdió la ciudadanía islandesa de forma automática. La opción de restablecer la ciudadanía por declaración estuvo disponible hasta el 1 de julio de 2007.

### Por residencia en el extranjero
Un ciudadano islandés que haya nacido en el extranjero y que nunca haya estado domiciliado en Islandia, puede perder la nacionalidad islandesa al cumplir los 22 años, a menos que:
- Establezca su residencia en Islandia antes de ese momento; o
- Haga una solicitud para conservar la ciudadanía islandesa (no se requiere la renuncia a la ciudadanía extranjera).

La persona no perderá la nacionalidad islandesa si esto provocaría que se convierta en apátrida. Si una persona pierde la ciudadanía en virtud de esta sección, sus hijos también la perderán si la misma fue adquirida a través de la persona en cuestión, a menos que esto provoque que se conviertan en apátridas.

## Doble nacionalidad
Desde el 1 de julio de 2003, no existen restricciones en la ley islandesa para los ciudadanos islandeses con doble ciudadanía. Antes de esa fecha, la doble ciudadanía solo se permitía en circunstancias limitadas, como cuando se adquirió otra ciudadanía junto con la islandesa al nacer.
Siempre y cuando la ley de nacionalidad del otro país lo permita, un nacional islandés puede adquirir una ciudadanía extranjera y conservar la islandesa, y un extranjero puede obtener la nacionalidad islandesa sin perder su nacionalidad de origen. Algunos países no permiten la doble ciudadanía. Por ejemplo, si una persona adquirió las nacionalidades islandesa y japonesa por nacimiento, debe declarar ante el Ministerio de Justicia japonés, antes de cumplir los 22 años, qué ciudadanía desea conservar.

## Requisitos de visado

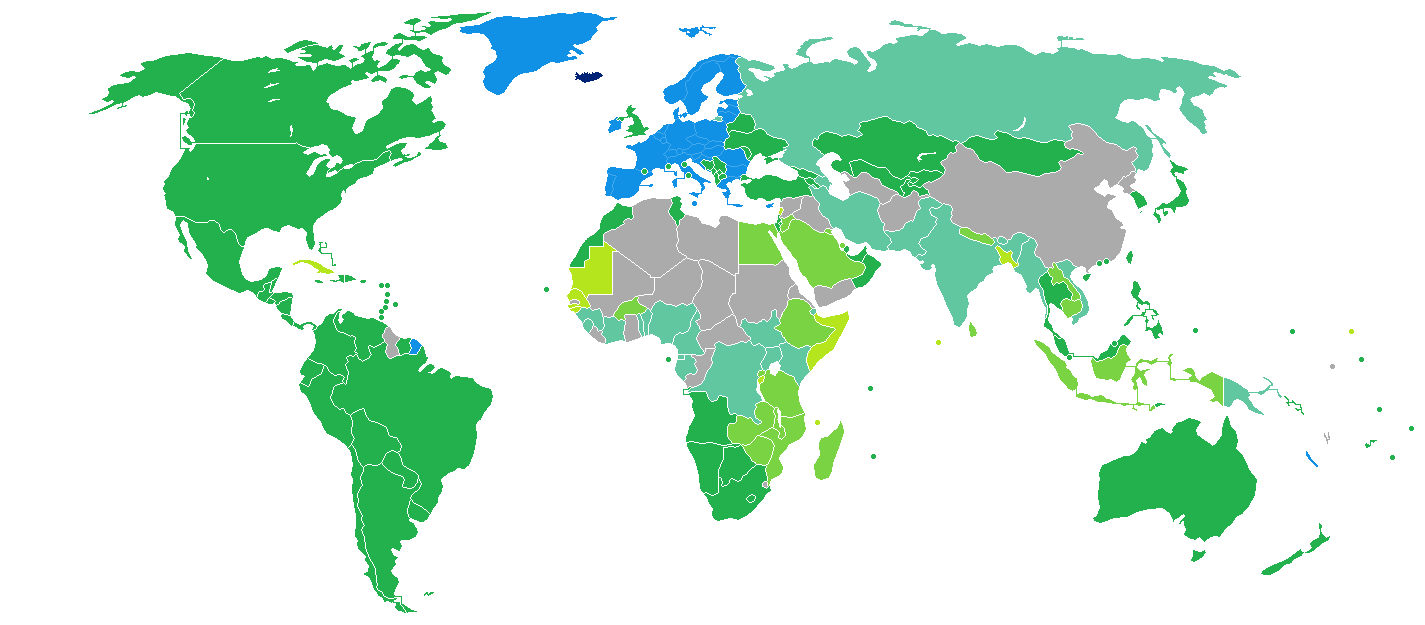
Islandia
Libre movimiento
No se requiere visa
Visa a la llegada
Visa electrónica
Visa disponible tanto a la llegada como en línea
Se requiere visa antes de la llegada

Los requisitos de visado para ciudadanos islandeses son las restricciones administrativas de entrada por parte de las autoridades de otros Estados a los ciudadanos de Islandia. En 2023, los ciudadanos islandeses tenían acceso sin visado o visa a la llegada a 183 países y territorios, clasificando al pasaporte islandés en el undécimo lugar del mundo, según el Índice de restricciones de Visa. Además, en virtud de la afiliación de Islandia al espacio Schengen, pueden viajar a los 27 Estados miembros de la Unión Europea, a Liechtenstein, Noruega y Suiza para vivir y trabajar mientras deseen.